# Platynereis festiva
Platynereis festiva är en ringmaskart som först beskrevs av Grube 1874.  Platynereis festiva ingår i släktet Platynereis och familjen Nereididae. Inga underarter finns listade i Catalogue of Life.